# Société nationale des chemins de fer algériens
La Société nationale des chemins de fer algériens, est l'entreprise publique algérienne, qui prend la suite de la Société nationale des transports ferroviaires en 1963, tout en gardant son sigle SNCFA. Elle disparait en 1976, remplacée notamment par la Société nationale des transports ferroviaires (SNTF).

## Histoire

### Création

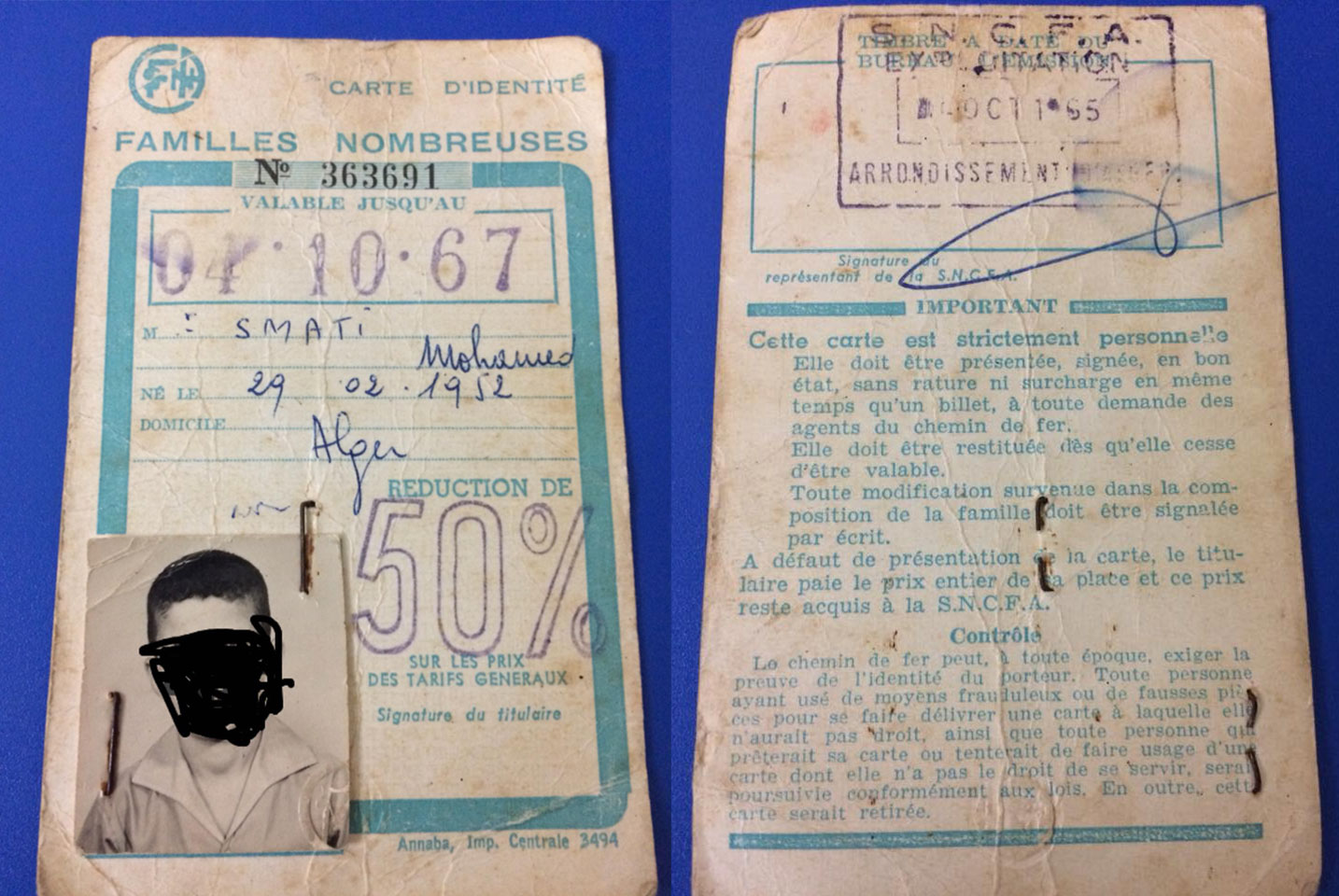
Carte d'identité d'un travailleur à la SNCFA.

Le 5 décembre 1962, l'assemblée générale extraordinaire des actionnaires de la Société nationale des chemins de fer français en Algérie décide de modifier ses statuts avec changement de son nom en Société nationale des chemins de fer algériens (SNCFA). 
Ces modifications entrent en vigueur avec le décret no 63-183 du 16 mai 1963. La SNCFA conserve le statut juridique d'une société anonyme et son siège est fixé au 21-23 boulevard Mohamed V à Alger. Le capital de cinq millions de nouveaux francs est constitué d'actions dont la valeur nominale est de 100 fr. L'État algérien est majoritaire avec 25 500 actions.

### Disparition
Le 25 mars 1976 l'ordonnance no 76-28 de l'État algérien divise la SNCFA en trois organismes distincts : la Société nationale des transports ferroviaires (SNTF), la Société nationale chargée du renouvellement et de l'extension du réseau (SNERIF) et la Société d'engineering et de réalisation d'infrastructures ferroviaires (SIF). La SNERIF et la SIF sont ensuite dissoutes et seule subsiste la SNTF, transformée en Établissement public à caractère industriel et commercial (Epic) en décembre 1990, auquel vient s'ajouter en 2005 l'Agence nationale d’études et de suivi de la réalisation des investissements ferroviaires (ANESRIF).

## Logotype
Après l'indépendance de l'Algérie dans les années 1960, le logo utilisait des sigles composés de lettres françaises. Cependant, dans les années 1970, sous la présidence de Houari Boumediene et sa politique d'arabisation, une nouvelle version du logo fut créée, utilisant des lettres arabes.

Années 1960
Années 1970